# Llista d'asteroides/115801–115900
| Nom                 | Designació provisional | Data de descobriment | Lloc de descobriment | Descobridor/s           |
| ------------------- | ---------------------- | -------------------- | -------------------- | ----------------------- |
| 115801 Punahou      | 2003 UW236             | 23 d'octubre, 2003   | Junk Bond            | Junk Bond               |
| 115802 -            | 2003 UX237             | 23 d'octubre, 2003   | Kitt Peak            | Spacewatch              |
| 115803 -            | 2003 UY237             | 23 d'octubre, 2003   | Haleakala            | NEAT                    |
| 115804 -            | 2003 UE238             | 23 d'octubre, 2003   | Haleakala            | NEAT                    |
| 115805 -            | 2003 UG238             | 23 d'octubre, 2003   | Haleakala            | NEAT                    |
| 115806 -            | 2003 UH238             | 23 d'octubre, 2003   | Haleakala            | NEAT                    |
| 115807 -            | 2003 UJ238             | 23 d'octubre, 2003   | Haleakala            | NEAT                    |
| 115808 -            | 2003 UL238             | 23 d'octubre, 2003   | Haleakala            | NEAT                    |
| 115809 -            | 2003 UR239             | 24 d'octubre, 2003   | Socorro              | LINEAR                  |
| 115810 -            | 2003 UU239             | 24 d'octubre, 2003   | Socorro              | LINEAR                  |
| 115811 -            | 2003 UH240             | 24 d'octubre, 2003   | Socorro              | LINEAR                  |
| 115812 -            | 2003 UD243             | 24 d'octubre, 2003   | Socorro              | LINEAR                  |
| 115813 -            | 2003 US243             | 24 d'octubre, 2003   | Socorro              | LINEAR                  |
| 115814 -            | 2003 UZ243             | 24 d'octubre, 2003   | Socorro              | LINEAR                  |
| 115815 -            | 2003 UF244             | 24 d'octubre, 2003   | Socorro              | LINEAR                  |
| 115816 -            | 2003 UT245             | 24 d'octubre, 2003   | Socorro              | LINEAR                  |
| 115817 -            | 2003 UV245             | 24 d'octubre, 2003   | Socorro              | LINEAR                  |
| 115818 -            | 2003 UH246             | 24 d'octubre, 2003   | Socorro              | LINEAR                  |
| 115819 -            | 2003 UK246             | 24 d'octubre, 2003   | Socorro              | LINEAR                  |
| 115820 -            | 2003 UK250             | 25 d'octubre, 2003   | Socorro              | LINEAR                  |
| 115821 -            | 2003 UP251             | 25 d'octubre, 2003   | Haleakala            | NEAT                    |
| 115822 -            | 2003 UA252             | 26 d'octubre, 2003   | Catalina             | CSS                     |
| 115823 -            | 2003 UF252             | 26 d'octubre, 2003   | Catalina             | CSS                     |
| 115824 -            | 2003 UH252             | 26 d'octubre, 2003   | Socorro              | LINEAR                  |
| 115825 -            | 2003 US252             | 26 d'octubre, 2003   | Kitt Peak            | Spacewatch              |
| 115826 -            | 2003 UT252             | 26 d'octubre, 2003   | Kitt Peak            | Spacewatch              |
| 115827 -            | 2003 UW252             | 26 d'octubre, 2003   | Kitt Peak            | Spacewatch              |
| 115828 -            | 2003 UR253             | 22 d'octubre, 2003   | Palomar              | NEAT                    |
| 115829 -            | 2003 UU253             | 22 d'octubre, 2003   | Anderson Mesa        | LONEOS                  |
| 115830 -            | 2003 UO255             | 25 d'octubre, 2003   | Socorro              | LINEAR                  |
| 115831 -            | 2003 UX258             | 25 d'octubre, 2003   | Socorro              | LINEAR                  |
| 115832 -            | 2003 UA259             | 25 d'octubre, 2003   | Socorro              | LINEAR                  |
| 115833 -            | 2003 UB259             | 25 d'octubre, 2003   | Socorro              | LINEAR                  |
| 115834 -            | 2003 UP259             | 25 d'octubre, 2003   | Socorro              | LINEAR                  |
| 115835 -            | 2003 UD260             | 25 d'octubre, 2003   | Socorro              | LINEAR                  |
| 115836 -            | 2003 UJ260             | 25 d'octubre, 2003   | Socorro              | LINEAR                  |
| 115837 -            | 2003 US260             | 25 d'octubre, 2003   | Haleakala            | NEAT                    |
| 115838 -            | 2003 UX260             | 26 d'octubre, 2003   | Anderson Mesa        | LONEOS                  |
| 115839 -            | 2003 UD262             | 26 d'octubre, 2003   | Kitt Peak            | Spacewatch              |
| 115840 -            | 2003 UJ262             | 26 d'octubre, 2003   | Haleakala            | NEAT                    |
| 115841 -            | 2003 UL262             | 26 d'octubre, 2003   | Haleakala            | NEAT                    |
| 115842 -            | 2003 UP262             | 26 d'octubre, 2003   | Haleakala            | NEAT                    |
| 115843 -            | 2003 UN264             | 27 d'octubre, 2003   | Socorro              | LINEAR                  |
| 115844 -            | 2003 UU264             | 27 d'octubre, 2003   | Socorro              | LINEAR                  |
| 115845 -            | 2003 UY264             | 27 d'octubre, 2003   | Socorro              | LINEAR                  |
| 115846 -            | 2003 UA265             | 27 d'octubre, 2003   | Socorro              | LINEAR                  |
| 115847 -            | 2003 UF265             | 27 d'octubre, 2003   | Socorro              | LINEAR                  |
| 115848 -            | 2003 UL266             | 28 d'octubre, 2003   | Socorro              | LINEAR                  |
| 115849 -            | 2003 UD267             | 28 d'octubre, 2003   | Socorro              | LINEAR                  |
| 115850 -            | 2003 UN268             | 28 d'octubre, 2003   | Socorro              | LINEAR                  |
| 115851 -            | 2003 UT269             | 29 d'octubre, 2003   | Socorro              | LINEAR                  |
| 115852 -            | 2003 UX269             | 24 d'octubre, 2003   | Bergisch Gladbach    | W. Bickel               |
| 115853 -            | 2003 UK271             | 17 d'octubre, 2003   | Palomar              | NEAT                    |
| 115854 -            | 2003 UT272             | 29 d'octubre, 2003   | Socorro              | LINEAR                  |
| 115855 -            | 2003 UX272             | 29 d'octubre, 2003   | Socorro              | LINEAR                  |
| 115856 -            | 2003 UY272             | 29 d'octubre, 2003   | Socorro              | LINEAR                  |
| 115857 -            | 2003 UA273             | 29 d'octubre, 2003   | Socorro              | LINEAR                  |
| 115858 -            | 2003 UE273             | 29 d'octubre, 2003   | Socorro              | LINEAR                  |
| 115859 -            | 2003 UG273             | 29 d'octubre, 2003   | Socorro              | LINEAR                  |
| 115860 -            | 2003 UT273             | 29 d'octubre, 2003   | Kitt Peak            | Spacewatch              |
| 115861 -            | 2003 UE274             | 29 d'octubre, 2003   | Haleakala            | NEAT                    |
| 115862 -            | 2003 UK274             | 30 d'octubre, 2003   | Socorro              | LINEAR                  |
| 115863 -            | 2003 UL274             | 30 d'octubre, 2003   | Socorro              | LINEAR                  |
| 115864 -            | 2003 US274             | 30 d'octubre, 2003   | Socorro              | LINEAR                  |
| 115865 -            | 2003 UY274             | 29 d'octubre, 2003   | Socorro              | LINEAR                  |
| 115866 -            | 2003 UH275             | 29 d'octubre, 2003   | Socorro              | LINEAR                  |
| 115867 -            | 2003 UQ278             | 25 d'octubre, 2003   | Socorro              | LINEAR                  |
| 115868 -            | 2003 UT278             | 25 d'octubre, 2003   | Socorro              | LINEAR                  |
| 115869 -            | 2003 UW278             | 25 d'octubre, 2003   | Socorro              | LINEAR                  |
| 115870 -            | 2003 UZ278             | 26 d'octubre, 2003   | Socorro              | LINEAR                  |
| 115871 -            | 2003 UA279             | 26 d'octubre, 2003   | Kitt Peak            | Spacewatch              |
| 115872 -            | 2003 UC280             | 27 d'octubre, 2003   | Socorro              | LINEAR                  |
| 115873 -            | 2003 UT280             | 28 d'octubre, 2003   | Socorro              | LINEAR                  |
| 115874 -            | 2003 UZ280             | 28 d'octubre, 2003   | Socorro              | LINEAR                  |
| 115875 -            | 2003 UA281             | 28 d'octubre, 2003   | Socorro              | LINEAR                  |
| 115876 -            | 2003 UK282             | 29 d'octubre, 2003   | Anderson Mesa        | LONEOS                  |
| 115877 -            | 2003 UO282             | 29 d'octubre, 2003   | Anderson Mesa        | LONEOS                  |
| 115878 -            | 2003 UR282             | 29 d'octubre, 2003   | Anderson Mesa        | LONEOS                  |
| 115879 -            | 2003 UV282             | 29 d'octubre, 2003   | Anderson Mesa        | LONEOS                  |
| 115880 -            | 2003 UP283             | 30 d'octubre, 2003   | Socorro              | LINEAR                  |
| 115881 -            | 2003 UQ284             | 29 d'octubre, 2003   | Socorro              | LINEAR                  |
| 115882 -            | 2003 UM293             | 18 d'octubre, 2003   | Socorro              | LINEAR                  |
| 115883 -            | 2003 UX299             | 16 d'octubre, 2003   | Kitt Peak            | Spacewatch              |
| 115884 -            | 2003 UD309             | 19 d'octubre, 2003   | Kitt Peak            | Spacewatch              |
| 115885 Ganz         | 2003 VL1               | 6 de novembre, 2003  | Piszkéstető          | K. Sárneczky, B. Sipőcz |
| 115886 -            | 2003 VQ1               | 2 de novembre, 2003  | Socorro              | LINEAR                  |
| 115887 -            | 2003 VT1               | 1 de novembre, 2003  | Socorro              | LINEAR                  |
| 115888 -            | 2003 VU1               | 1 de novembre, 2003  | Socorro              | LINEAR                  |
| 115889 -            | 2003 VC2               | 3 de novembre, 2003  | Socorro              | LINEAR                  |
| 115890 -            | 2003 VE2               | 3 de novembre, 2003  | Socorro              | LINEAR                  |
| 115891 Scottmichael | 2003 VW2               | 14 de novembre, 2003 | Wrightwood           | J. W. Young             |
| 115892 -            | 2003 VR3               | 15 de novembre, 2003 | Kitt Peak            | Spacewatch              |
| 115893 -            | 2003 VA4               | 14 de novembre, 2003 | Palomar              | NEAT                    |
| 115894 -            | 2003 VD4               | 14 de novembre, 2003 | Palomar              | NEAT                    |
| 115895 -            | 2003 VE6               | 14 de novembre, 2003 | Palomar              | NEAT                    |
| 115896 -            | 2003 VF6               | 14 de novembre, 2003 | Palomar              | NEAT                    |
| 115897 -            | 2003 VF8               | 14 de novembre, 2003 | Palomar              | NEAT                    |
| 115898 -            | 2003 VO9               | 15 de novembre, 2003 | Palomar              | NEAT                    |
| 115899 -            | 2003 VR9               | 15 de novembre, 2003 | Kitt Peak            | Spacewatch              |
| 115900 -            | 2003 VZ9               | 4 de novembre, 2003  | Socorro              | LINEAR                  |